# ŽNK Pregrada
ŽNK Pregrada je ženski nogometni klub iz Pregrade.

## Povijest
Ženski nogometni klub Pregrada počeo je kao ŽNK Pregrada, od osnivačke skupštine 11. travnja 1999. godine nosi naziv ŽNK Pregrada Kunateks a od 2003. godine ponovno nosi naziv ŽNK Pregrada. Prvi predsjednik bio je Stjepan Brežnjak. Ženski nogometni klub osnovao je Socijaldemokratski Forum žena grada Pregrade, a prva utakmica odigrana je 30. svibnja 1996. godine na igralištu NK Pregrada protiv djevojčadi Socijaldemokratskog Foruma žena Desinić. 
Klub se trenutačno natječe 2. hrvatskoj nogometnoj ligi za žene Skupina A.

## Vanjske poveznice
- ŽNK Pregrada Službene stranice  Arhivirana inačica izvorne stranice od 27. lipnja 2009. (Wayback Machine)
- ŽNK Pregrada na pregrada.info